# جروم روتز
جروم روتز (انگلیسی: Jerome Ravetz؛ زادهٔ ۱۰ ژوئن ۱۹۲۹) فیلسوف، و ریاضی‌دان اهل ایالات متحده آمریکا است.
وی همچنین برندهٔ جوایزی همچون برنامه فولبرایت شده‌است.